# Cova de l'Apocalipsi
La cova de l'Apocalipsi està situada a mig camí de la pujada a la muntanya a l'illa egea de Patmos, al llarg de la carretera que uneix els pobles de Chora i Skala. Es creu que aquesta gruta marca el lloc on Joan de Patmos va tenir les visions que va registrar en el llibre de l'Apocalipsi ('Revelació'). Està inscrit en la llista del Patrimoni de la Humanitat de la UNESCO des del 1999, juntament amb el monestir de Sant Joan el Teòleg.